# Mezz Mezzrow

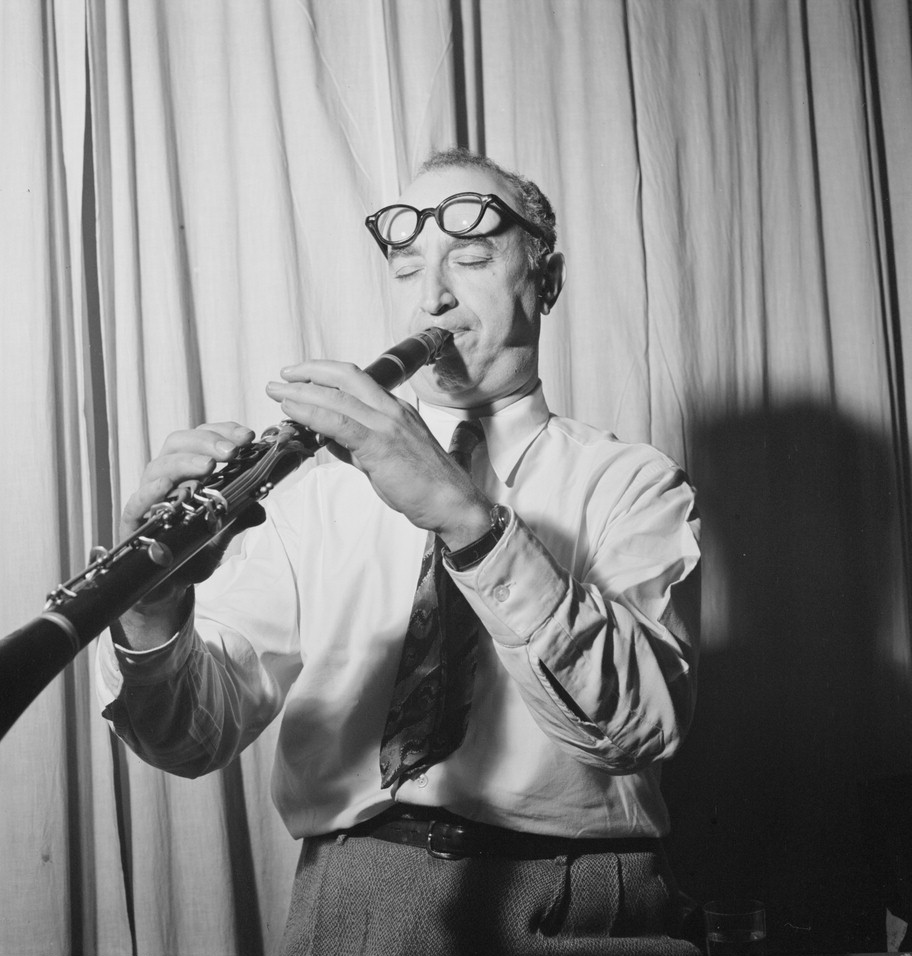
Mezz Mezzrow, ca. November 1946.
Fotografie von William P. Gottlieb.

Mezz Mezzrow (* 9. November 1899 in Chicago als Milton Mesirow; † 5. August 1972 in Paris) war ein amerikanischer Jazz-Klarinettist und Saxophonist.

## Leben und Wirken
Mezzrow hatte eine durch schwierige soziale Umstände geprägte Kindheit und Jugend, die ihn 1917 ins Gefängnis führte. Dort lernte er von einigen Mithäftlingen Klarinette zu spielen, so dass er im Chicago der 1920er Jahre in der Band Austin High School Gang spielte, zeitweise Mitglied der Chicago Rhythm Kings war und mit den Jungle Kings Schallplatten aufnahm. 1927 ging Mezzrow nach New York und trat dort mit Eddie Condon auf. 1929 hielt er sich für kurze Zeit in Paris auf, wo er Hugues Panassié kennenlernte. Während der 1930er Jahre machte er Aufnahmen mit seiner eigenen Band, The Disciples of Swing u. a. für das Label Swing, und nahm mit Tommy Ladnier seine Komposition Really the Blues auf. Berühmt ist seine Aufnahme mit Sidney Bechet und Cousin Joe, Weary Blues. Von 1945 bis 1947 besaß er einen eigenen Plattenverlag, das King Jazz Label, in dem u. a. Aufnahmen von Sidney Bechet erschienen. Neben seiner musikalischen Karriere und seinem Einsatz für die Rechte der Farbigen in den USA war er in den 1940ern als Marihuana-Lieferant bekannt.
1948 wanderte Mezz Mezzrow nach Frankreich aus, wo er 1949 auf dem Jazz-Festival Nizza auftrat. Von seinem Wohnsitz in Paris aus unternahm er viele Tourneen durch Frankreich, vielfach mit US-Musikern, die Europa besuchten. Schallplatten nahm er in Frankreich u. a. auf mit Lee Collins und Buck Clayton. Mezzrows Klarinettenstil wird als erdig und intensiv beschrieben.

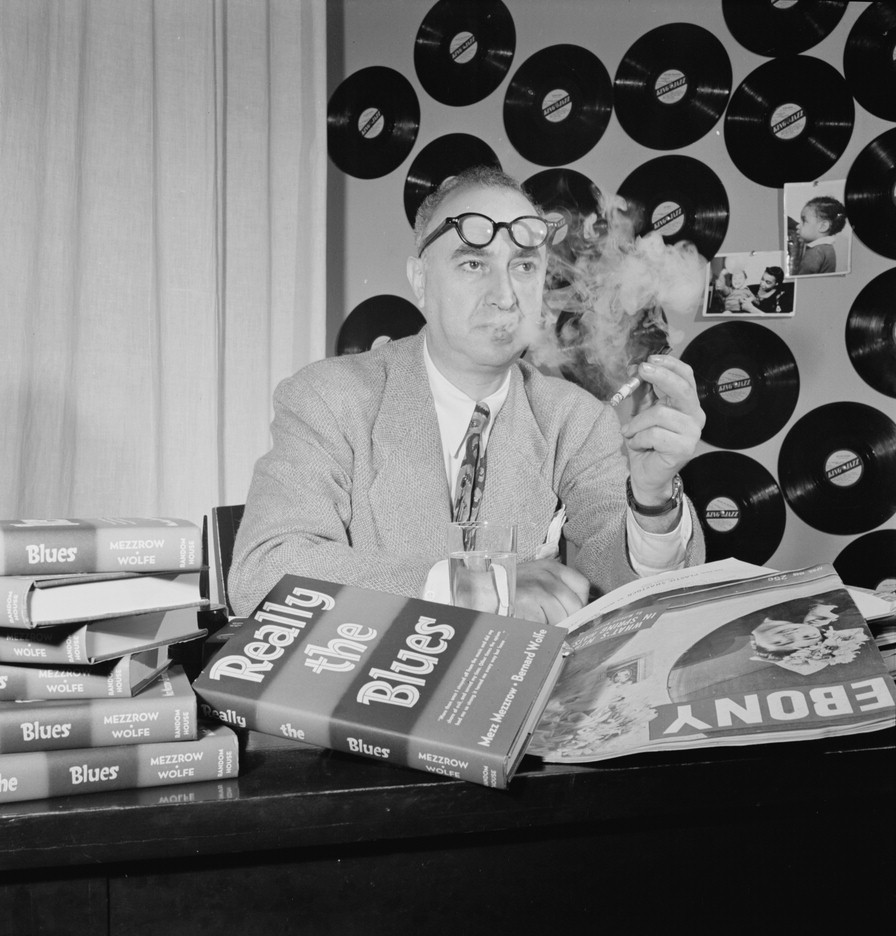
Mezz Mezzrow in seinem Büro, ca. November 1946. Foto: William P. Gottlieb

1946 schrieb Mezzrow, zusammen mit dem Schriftsteller Bernard Wolfe als Koautor, die Autobiographie Really the Blues, die als ausgezeichnete Schilderung der Chicagoer und New Yorker Milieus während der Prohibitionszeit und der Wirtschaftskrise gilt.

## King Jazz
Mezzrows Label King Jazz bestand von 1945 bis 1947. Auf dem Label erschienen Aufnahmen von Mezz Mezzrow selbst, die er zwischen Juli 1945 und Dezember 1947 in verschiedenen Besetzungen mit Sammy Price (unter dem Pseudonym Jimmy Blythe Jr.), Cousin Joe (alias Pleasant Joe), Pops Foster, Baby Dodds, Hot Lips Page (unter dem Pseudonym „Papa“ Snowhite), Sidney Bechet, Fritz Weston, Wesley „Socks“ Wilson, Wellman Braud, Sid Catlett, Kaiser Marshall, Douglas Daniels und Coot Grant aufgenommen hatte. Die Aufnahmen wurden auf dem dänischen Label Storyville Records wiederveröffentlicht. Mezz Mezzrow versuchte mit dem Label und Selbstvermarktung über einen eigenen Plattenladen, Boden gegenüber den jüngeren Musikern der Jazzszene gut zu machen, die seiner Ansicht nach „nicht das richtige Gefühl für Jazz“ hätten.

## Diskographische Hinweise
- Sidney Bechet & Mezz Mezzrow: The King Jazz Records Story (Storyville Records)

## Schriften
- Mezz Mezzrow, Bernard Wolfe: Really the Blues, New York, Random House 1946, Doubleday 1972, London : Souvenir Press, 2009, ISBN 978-0-285-63845-7
- Mezz Mezzrow: Jazz-Fieber, Frankfurt/M. [u. a.] : Ullstein, 1986, ISBN 3-548-36527-2
- Mezz Mezzrow: Die Tüte und die Tröte, Edition RauschKunde, Löhrbach, ISBN 978-3-930442-13-3